# Torneo de Santiago 1996
El Torneo de Santiago es un torneo de tenis que se jugó en arcilla. Se disputó en la ciudad de Santiago en las canchas de tenis del Complejo Mario Caracci Onetto, San Carlos de Apoquindo. Fue la 4.º edición oficial del torneo. Se realizó entre el 4 y el 10 de noviembre.

## Campeones

### Individuales Masculino
Hernán Gumy venció a  Marcelo Ríos por 6-4 y 7-5

### Dobles Masculino
Gustavo Kuerten /  Fernando Meligeni vencieron a  Albert Portas /  Dinu Pescariu por 6-4 y 6-2